# 川井訓導事件
川井訓導事件（かわいくんどうじけん）とは、1924年（大正13年）に、長野県の松本女子師範附属小学校の訓導であった川井清一郎が、修身の授業で国定教科書を用いなかったことを理由に休職処分とされ、退職に追い込まれたこと、また、これに関係した教育界における論争など、一連の動きを指す。大正自由教育運動に対する弾圧事件の代表的事例、教科書不使用を理由に教員が厳罰に処された事件の典型例とされ、事件の背景には大正自由教育が「赤化思想」の温床とみなされていたことが指摘されている。

## 経緯
1924年5月14日、文部省は、国定教科書以外の副教科書の使用を取り締まる方針を各地方に通達し、各地で副教科書の使用を事実上禁じ、自由教育運動を弾圧する施策がとられるようになった。もともと白樺派の影響などもあって自由教育運動が盛んな土地柄であった長野県でも、この文部省の方針を敷衍した通達を、各市郡長に宛てて5月22日に発していた。さらに同年8月には、文部省から地方へ、自由教育の動きへの監視を強め、学校演劇の禁止を求める訓示が送られ、また、文部省視学委員制度が導入された。
同年9月、長野県学務当局は県下の学校における大規模な視察を行なうことを公表し、県知事梅谷光貞は文部省視学委員の派遣を文部省に要請した。これに応じた文部省は、東京高等師範学校教授であった樋口長市と、広島高等師範学校教授の長田新を派遣し、前者が松本を含む県南部の視察に当たることになった。樋口は当初から「新教育弾圧の意図」をもって臨んだとされている。
自由教育運動の影響を受けていた、松本女子師範附属小学校の訓導、川井清一郎は、修身の教材として旧約聖書、『十訓抄』、『日本童話宝玉集』などから抜き出した素材を用い、国定教科書を扱わない授業を展開していた。
9月5日、樋口のほか、県学務課長、県視学らの視察団が、松本女子師範附属小学校の授業を視察した。午前中に行なわれた視察の対象には、川井訓導が担当した尋常科4年の修身の授業が含まれていた。このとき川井は、森鷗外の短編小説『護持院原の敵討』を素材に、授業を行なった。45分の授業時間に対して、残り10分となったところで川井は授業を終えようとした。このとき県学務課長が教壇に進み出て、児童たちに修身教科書持参の有無を問うと、40名の児童のうち教科書を持参していた者は5名のみであった。また、教科書のどこまで授業が進んでいるかを問うと、修身では「教科書については一課も学びません」という答えが返ってきた。
同日正午から別室で視察の批評と答弁が行なわれ、樋口ら視察者は教科書を使用しなかった川井を厳しく追及した。
この事件は、自由教育への弾圧として議論を呼び、西尾実らを中心とした信濃教育会が川井訓導を擁護する論陣を張り、『信濃毎日新聞』の論調も県学務当局に批判的な姿勢をとったが、他方では松本の有力地域紙であった『信濃民報』が川井を批判する報道を続けるなど、様々な方面で議論が展開された。また、9月上旬には県南部の飯田小学校でも同様の事件が惹起されており、この一連の自由教育弾圧事件はあらかじめ仕組まれていたことがうかがえる。同視察団は9月9日には手塚縫蔵が校長を務める島内小学校（松本市）で視察を行うが、その後の批評会では飯田小学校事件・川井訓導事件について現場の教員が攻勢を試みている。
県当局は、9月27日付で川井に分限令に基づく行政処分として休職を命じた。川井は10月1日付で退職願を出し、10月25日に退職辞令が発令された。川井の処分と合わせて、校長と主事には訓告処分が下された。
退職後、川井は妻の出身地であった広島に赴いた。川井が松本を離れた12月17日、松本駅には、松本女子師範附属小学校の職員、尋常科4年生一同が見送りに出たという。主席訓導であった伝田精爾は、事件に抗議して10月14日に退職願を出し、12月18日付で退職辞令が発令された。